# Lukijan Zečević
Lukijan Zečević (15 juni 2005) is een Belgisch-Servisch basketballer.

## Carrière
Zečević speelde in de jeugd van AWBB en maakte in 2022 de overstap naar de tweede ploeg van Spirou Charleroi waarmee hij uitkwam in de tweede klasse. In het seizoen 2023/24 maakte hij zijn debuut voor de eerste ploeg in de BNXT League. In het seizoen 2024/25 speelde hij enkel voor de tweede ploeg.

### Nationale ploeg
Zečević speelde voor de Belgische nationale jeugdploegen.

## Privéleven
Zečević zijn vader Aleksandar Zečević was ook een basketballer en basketbalcoach. Hij heeft twee zussen die beiden volleybal speelden.